# Acrocalymma
Acrocalymma är ett släkte av svampar. Acrocalymma ingår i familjen Lophiostomataceae, ordningen Pleosporales, klassen Dothideomycetes, divisionen sporsäcksvampar och riket svampar.
|             | Lophiostoma                               |
|             |                                           |
|             | Entodesmium                               |
|             |                                           |
|             | Lophiotrema                               |
|             |                                           |
|             | Platystomum                               |
|             |                                           |
|             | Quintaria                                 |
|             |                                           |
|             | Trichometasphaeria                        |
|             |                                           |
|             | Byssolophis                               |
|             |                                           |
|             | Lophionema                                |
|             |                                           |
| Acrocalymma | \| \| Acrocalymma medicaginis \| \| \| \| |
|             | \| \| Acrocalymma medicaginis \| \| \| \| |
|             | Cilioplea                                 |
|             |                                           |
|             | Ascocratera                               |
|             |                                           |
|             | Lophiosphaera                             |
|             |                                           |
|             | Muroia                                    |
|             |                                           |
|             | Vaginatispora                             |
|             |                                           |
|             | Misturatosphaeria                         |
|             |                                           |
|             | Acrocalymma medicaginis                   |
|             |                                           |

|  | Acrocalymma medicaginis |
|  |                         |